# Família Genúnio
Genúnio (em latim: Genunius), Cinunes (em grego: Κινουνής; romaniz.: Kinounḗs) ou Guenuni (em armênio: Գնունի; romaniz.: Gnuni) foi uma família nobre armênia (nacarar) da Antiguidade e Idade Média.

## História
Os Genúnios descendiam da mesma linhagem orôntida da qual surgiram os Arzerúnios e segundo Moisés de Corene, alegavam descender do rei Senaqueribe do Império Neoassírio através de seu filho Sarasar. Detinham posse dos cantões de Aliovita, na Turuberânia, e Arberânia, na Vaspuracânia, ao norte do lago de Vã. Desde 363, quando o Império Romano e o Império Sassânida assinaram a Paz de Nísibis, sucederam aos príncipes de Anzitena como senescais (azarapates). Moisés de Corene alegou que receberam a função de senescal do mítico Valarsaces I, o suposto fundador do ramo armênio dos arsácidas. A Lista de Trono (Գահնամակ, gahnamak) os menciona em 17.ª posição entre as casas nobres. A Lista Militar (Զորնամակ, Zōrnamak), o documento que indica a quantidade de cavaleiros que cada uma das famílias nobres devia ceder ao exército real em caso de convocação, afirma que podiam arregimentar 500 cavaleiros.
Ao participarem na insurreição de 771-772 ocorrida no Emirado da Armênia contra a autoridade do Califado Abássida, perderam seus territórios aos otomânidas e depois aos cáicidas, o que iniciou seu gradual declínio. Um de seus representantes, Vaanes, o Punhal, lutou e morreu na decisiva Batalha de Bagrauandena de 25 de abril de 775. Transferiram-se ao principado dos Bagratúnios ao sul de Taique, por influência de Asócio IV, e talvez ao Império Bizantino, pois é possível que o imperador Leão V, o Armênio (r. 813–820) possa ser um Genúnio. Outro ramo assentou-se na Vaspuracânia, onde alguns representantes estavam entre os vassalos dos Arzerúnios. A última menção aos Genúnios ocorreu em 914.